# Мюйслері
Мю́йслері (ест. Müüsleri küla) — село в Естонії, у волості Ярва повіту Ярвамаа.

## Населення
Чисельність населення на 31 грудня 2011 року становила 83 особи.

## Географія
Через населений пункт проходить автошлях 25 (Мяекюла — Коеру — Капу).

## Історія
З 10 жовтня 1991 до 21 жовтня 2017 року село входило до складу волості Кареда.